# Bobby Charles
Robert Charles Guidry, känd som Bobby Charles, född den 21 februari 1938 i Abbeville, Louisiana, död den 14 januari 2010 på samma plats, var en amerikansk sångare och låtskrivare inom R&B och swamp pop.
Hans mest kända låtar innefattar "Later Alligator" från 1955, senare samma år inspelad och året därpå utgiven som "See You Later, Alligator" av Bill Haley & His Comets, samt "Walking to New Orleans" och "It Keeps Rainin'" inspelade av Fats Domino.
Hans musik har använts i flera filmer: som låten "(I Don't Know Why) But I Do" i filmen Forrest Gump 1994.
Bobby Charles valdes in i Louisana Music Hall of Fame 2007.